# Maniwaki
Maniwaki – miasto w Kanadzie, w prowincji Quebec, w regionie Outaouais i MRC La Vallée-de-la-Gatineau. Maniwaki w języku algonkińskim oznacza "ziemia Maryi". Jest to największy ośrodek miejski w La Vallée-de-la-Gatineau.
Liczba mieszkańców Maniwaki wynosi 4 102. Język francuski jest językiem ojczystym dla 90,7%, angielski dla 5,5% mieszkańców (2006).